# Роздражев (гмина)
Роздражев (пол. Rozdrażew) — сельская гмина (волость) в Польше, входит как административная единица в Кротошинский повет, Великопольское воеводство. Население — 5164 человека (на 2004 год).

## Сельские округа
1. Буды
2. Хвалки
3. Домброва
4. Дзелице
5. Грембув
6. Хенрыкув
7. Мацеев
8. Нова-Весь
9. Роздражев
10. Тшемешно
11. Воленице
12. Выки

## Соседние гмины
1. Гмина Добжица
2. Гмина Козмин-Велькопольски
3. Гмина Кротошин